# Mollificatore
]

Un mollificatore a supporto contenuto nell'intervallo [-1,1

In matematica, più precisamente in analisi funzionale, un mollificatore è una funzione di variabile reale che soddisfa certe proprietà di regolarità e di limitatezza del supporto.
Le successioni di mollificatori sono usate spesso per approssimare (in un senso ben preciso) funzioni che presentano delle discontinuità o degli "angoli" mediante funzioni più regolari, che localmente sono costruite tramite una media integrale del valore della funzione nel punto.

## Definizione
Un mollificatore è una funzione {\displaystyle \rho :\mathbb {R} ^{n}\to \mathbb {R} } che soddisfa le seguenti proprietà:
- {\displaystyle \rho \in C^{\infty }(\mathbb {R} ^{n})}
- {\displaystyle {\mbox{supp}}(\rho )\subset B\left(0,{\frac {1}{n}}\right)}
- {\displaystyle \rho \geq 0}
- {\displaystyle \int _{\mathbb {R} ^{n}}\rho =1}

dove con {\displaystyle {\mbox{supp}}(\rho )} si intende il supporto di {\displaystyle \rho }, cioè la chiusura dell'insieme di punti dove {\displaystyle \rho } non si annulla, e {\displaystyle B\left(0,{\frac {1}{n}}\right)} è la palla centrata nell'origine di raggio {\displaystyle 1/n}.
Si dimostra che esistono infinite successioni di mollificatori; una possibile costruzione è la seguente:
{\displaystyle \rho _{1}(x)={\begin{cases}e^{1 \over ||x||^{2}-1}&{\mbox{ se }}||x||<1\\0&{\mbox{ se }}||x||\geq 1\end{cases}}}
{\displaystyle \rho _{n}(x)=c_{n}\rho _{1}(nx)}
dove {\displaystyle c_{n}} è una costante che normalizza l'integrale a 1.

## Proprietà e utilizzi

In alto: un mollificatore. In basso, una funzione irregolare in rosso e la sua regolarizzata in blu

In analisi funzionale e teoria delle distribuzioni si lavora di solito con funzioni "regolari", cioè possedenti un certo numero di derivate, costruendo strumenti per estrapolare informazioni e dare risultati su esse. Se ciò non è possibile, si tenta di "regolarizzare" una funzione, cioè approssimarla con funzioni regolari, che tendano alla funzione originaria in una certa topologia funzionale.
I mollificatori si prestano bene allo scopo: se ad es. {\displaystyle u:\mathbb {R} ^{n}\to \mathbb {R} } è la funzione da regolarizzare (ad esempio localmente integrabile), allora la funzione:
{\displaystyle \rho *u(x)=\int _{\mathbb {R} ^{n}}\rho (y)u(x-y)dy}
per le proprietà della convoluzione è liscia e dunque altamente regolare. Tale funzione si presenta come una media pesata dei valori di {\displaystyle u} per punti vicini a {\displaystyle x}, in quanto per definizione di {\displaystyle \rho } l'integranda è non nulla solo in una palla centrata in {\displaystyle x} di raggio {\displaystyle 1/n} e assume valori massimi (che quindi per l'integrale "contano" di più) per valori molto vicini a {\displaystyle x}.
La bontà di questa costruzione è assicurata dai seguenti risultati:
- Se {\displaystyle u} è continua allora {\displaystyle \rho _{n}*u} converge a {\displaystyle u} uniformemente sui compatti.

- Se {\displaystyle u\in L^{p}(\mathbb {R} ^{n})}, con {\displaystyle p<\infty }, allora {\displaystyle \rho _{n}*u} converge a {\displaystyle u} in norma {\displaystyle L^{p}}.

Quest'ultimo risultato consente anche di dimostrare che lo spazio delle funzioni test è denso sia in {\displaystyle L^{p}} che nello spazio di Sobolev {\displaystyle W^{1,p}} per {\displaystyle p<\infty }.